# Hockey Club Mont-Blanc
Le Hockey Club Mont-Blanc, abrégé en HC Mont-Blanc, est un club français de hockey sur glace évoluant cette saison[Laquelle ?] en Division 1. Le club, qui est présidé par Rudy Goy et entraîné par Romain Sadoine, résulte de la fusion des clubs des Aigles de Saint-Gervais et des Boucs de Megève. Le nom officiel du club est Les Yétis Hockey Club du Mont-Blanc.

## Historique

### La création des Aigles du Mont-Blanc (1986)

#### Double Champion de France (1987 et 1988)

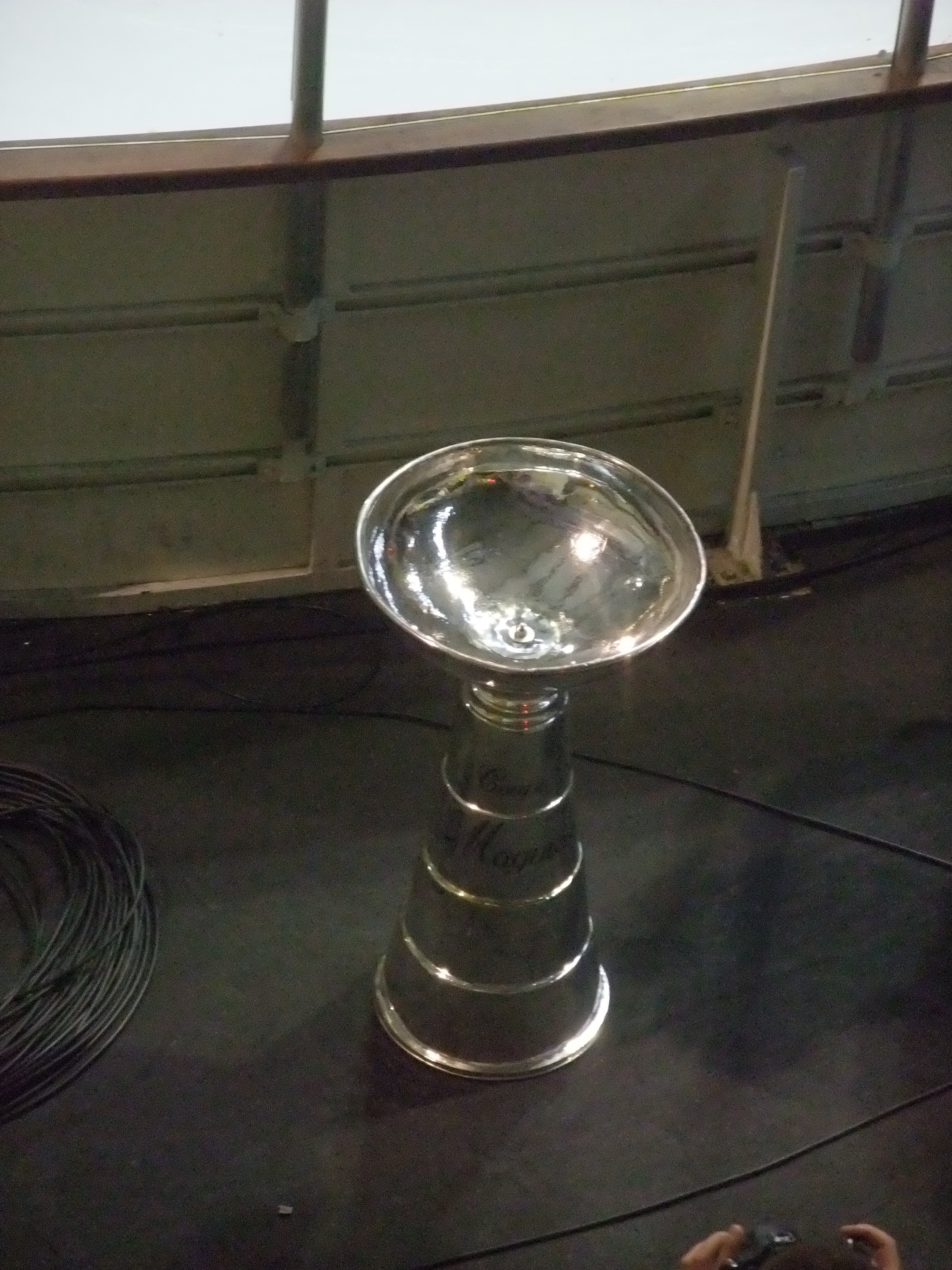
Les Aigles du Mont-Blanc sont double champion de France en 1987 et 1988

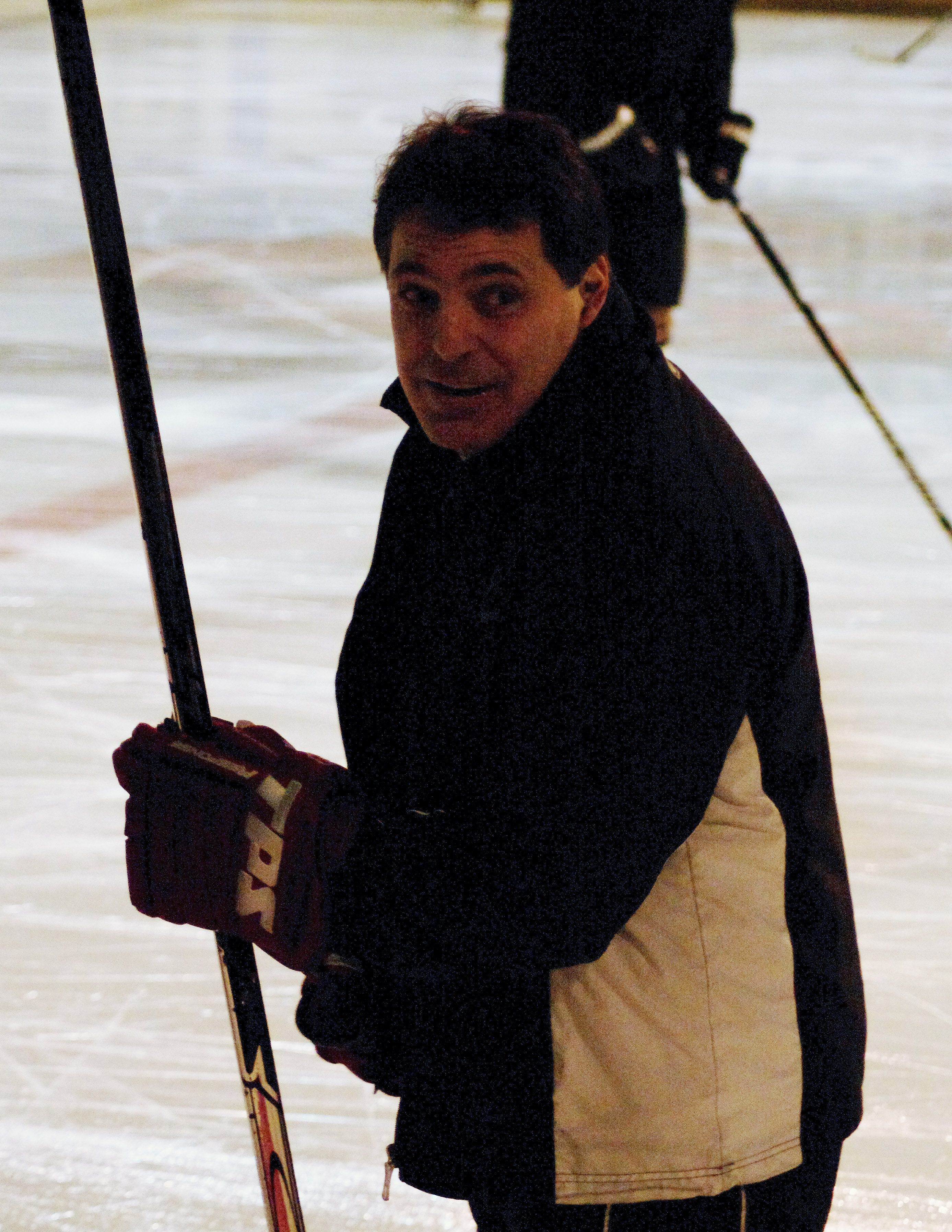
Guy Dupuis champion de France 1987.

Le Hockey Club du pays du Mont-Blanc est le résultat de la fusion entre les clubs des Aigles de Saint-Gervais (6 fois champion de France 1969, 1974, 1975, 1983, 1985 et 1986) et des Boucs de Megève (champion de France 1984).
Il est créé une première fois en 1987 afin de pourvoir rivaliser avec les grandes villes françaises dont les clubs commencent à contester la suprématie des Alpes, en particulier devant la montée en puissance des Français Volants. Les Aigles du Mont-Blanc ont évolué en première division pendant trois saisons (1986-1987 à 1988-1989) et remporté le titre les deux premières (1987 et 1988).
Durant la première saison du club en Magnus les Aigles du Mont-Blanc avec notamment le gardien Patrick Foliot, le défenseur Stéphane Botteri et les attaquants Guy Dupuis et Paulin Bordeleau réalisent un impressionnant parcours avec 32 victoires pour seulement 2 défaites et terminent le championnat avec 16 points d’avance sur le second avec une différence de buts de +191.

### La fin des Aigles du Mont-Blanc (1989)
En 1989, les deux clubs décident d'arrêter leur association, qui se révèle peu intéressante pour leur public et coute cher aux municipalités.
On retrouve alors 2 clubs : Boucs de Megève en Nationale 2, Aigles de Saint-Gervais en Nationale 1B.
Aujourd'hui le nom Aigles du Mont-Blanc a dépassé le faîte du Mont-Blanc et appartient à une équipe de Courmayeur en Italie.

### L'Avalanche du Mont-Blanc (2002)

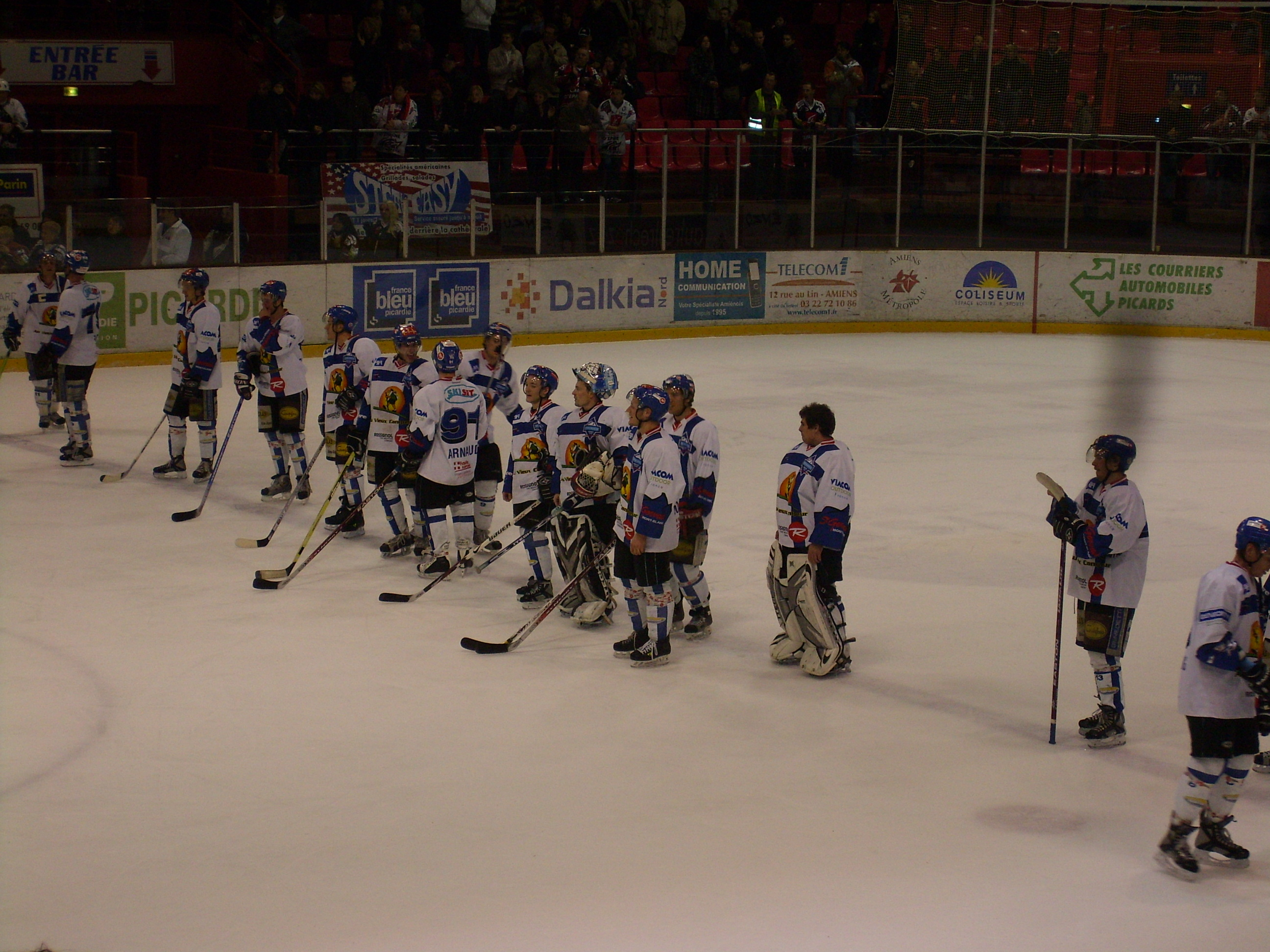
Équipe 2007-2008, lors du 3e match du premier tour des play-offs, à Amiens

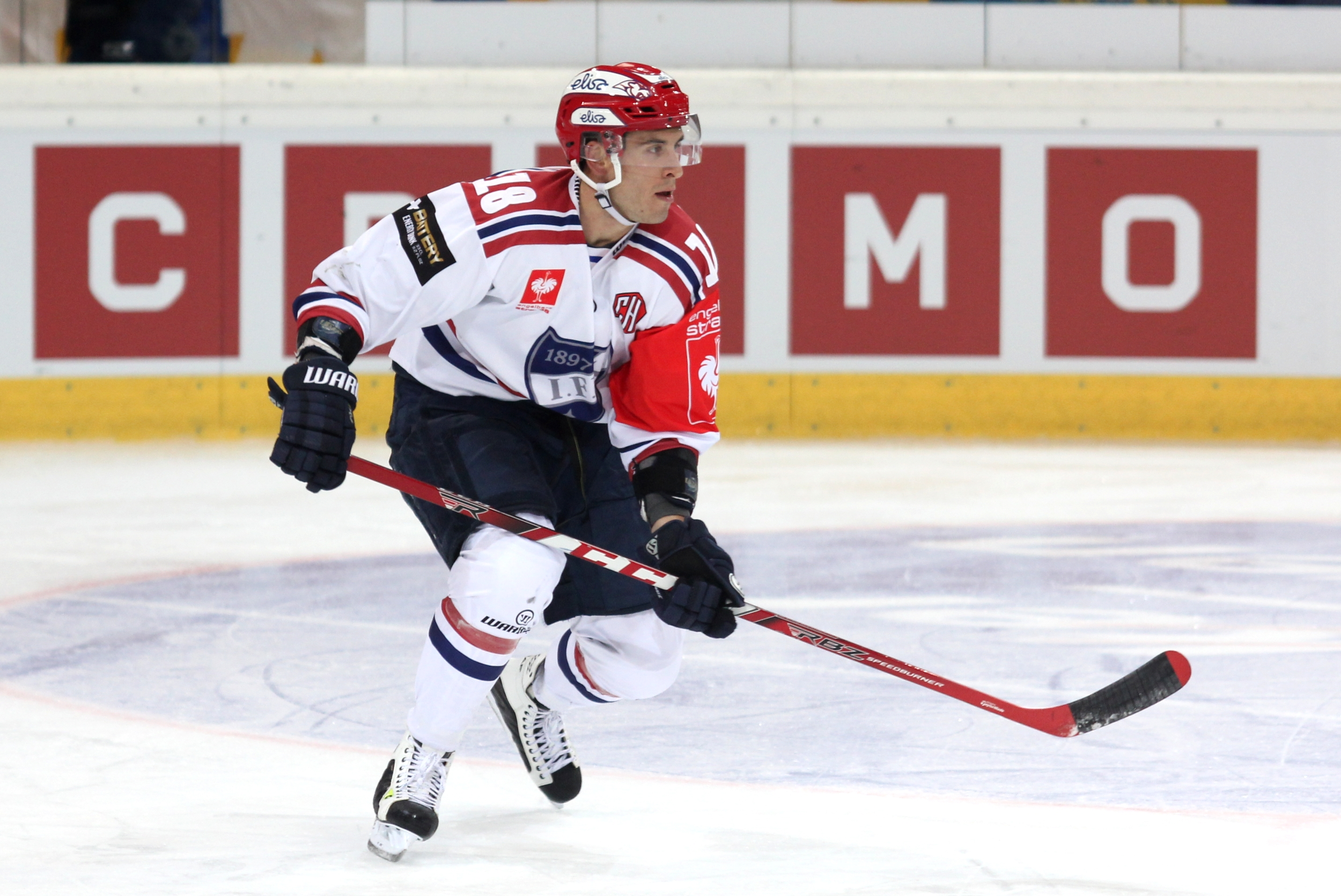
Yohann Auvitu l'un des symboles de la formation haut-savoyarde.

Les deux clubs décident de fusionner à nouveau en 2002, et la nouvelle équipe, sous le nom de Hockey Club Mont-Blanc, débute en « Division 1 » (deuxième niveau national derrière la « Ligue Magnus ») en 2002-2003. Elle retrouve la Ligue Magnus lors de la saison 2005-2006 sous le nom de l'Avalanche du Mont-Blanc.
À l'intersaison 2009, alors que l'autre club de la région et club historique du hockey français, Chamonix Hockey Club, est en déficit et que le Hockey Club Mont-Blanc finit avant-dernière de la Ligue, un projet de fusion des 3 clubs est mis sur pied et semble prêt à aboutir. Mais le projet ne peut finalement aboutir, du fait des hésitations politiques.

### Hockey Club Mont-Blanc (2010)
À partir de 2010, le club cesse de se surnommer « l'Avalanche Mont-Blanc » au profit du nouveau nom « Hockey Club Mont-Blanc » qui est l'appellation d'origine de 1986.

### Les Yétis du Mont-Blanc (2013)
Depuis la saison 2013-2014 les joueurs du HC Mont-Blanc ont pour surnom des  Yétis du Mont-Blanc.
Lors de la saison 2015-2016, l'équipe termine avant-dernière du championnat après une défaite lors de la dernière journée et est donc reléguée en division 2 pour la campagne 2016-2017.
À l'issue de la saison 2016-2017, le HC Mont-Blanc affronte Annecy en finale de division 2 (le 3e niveau français). Il perd la finale mais accède de nouveau à la division 1 pour l'exercice 2017-2018. Pour leurs retours en division 1, les yétis finissent 8e de la saison régulière. Ils s'inclinent au premier tour des séries face à l'Anglet hormadi élite sur le score de 3-0. La deuxième année en D1 est beaucoup plus compliquée, après un début de saison difficile, les Yétis enchaînent une série de cinq victoires. Malgré cette série en milieu de saison, Mont-Blanc dispute les play down mais avec 7 victoires consécutives, les Yétis assurent le maintien.
La fin d'un cycle (2019-2020)
Lors de la saison 2019-2020, les Yétis réalisent une excellente saison. En effet, le HC Mont-Blanc termine 6e de la saison régulière, à égalité avec Brest 3e. C’est justement ces derniers que les Yétis affrontent au 1er tour des playoffs. Dans un contexte compliqué avec les débuts du COVID-19 et les restrictions de supporters, les Yétis remportent tout de même facilement leur série 3-0. Un retour en demi-finale de D1 pour les Yétis qui aura un goût amer, car il sonne également la fin de la saison. Le hockey français s’arrête en effet à la suite de la pandémie de COVID-19 et le championnat ne reprendra pas.
Cet arrêt brutal marque également la fin d’un cycle chez les Yétis avec le départ de plusieurs joueurs important et celle de son entraîneur « Julien Guimard ».
Pour la saison 2020-2021, le président Rudy Goy accorde sa confiance à Eric Sarliève fraîchement débarqué de Clermont. Avec ce choix le club compte continuer de progresser afin de s’inscrire durablement dans la première partie de tableau de la D1, tout en gardant les mêmes convictions que son ancien entraîneur.

## Palmarès

### Coupe Magnus
- Champion de France : 1969 (Aigles de Saint Gervais), 1974 (Aigles de Saint Gervais), 1975 (Aigles de Saint Gervais), 1983 (Aigles de Saint Gervais), 1984 (Boucs de Megève) , 1985 (Aigles de Saint Gervais), 1986 (Aigles de Saint Gervais), 1987 et 1988.

Le détail des titres gagnés est présenté dans le tableau ci-dessous :
| Saison    | Finaliste                                                                                      | Résultat                                                                                       | Commentaire                                                                                    |
| --------- | ---------------------------------------------------------------------------------------------- | ---------------------------------------------------------------------------------------------- | ---------------------------------------------------------------------------------------------- |
| 1986-1987 | Formule championnat, Mont-Blanc finit premier avec 16 points d'avance sur les Français Volants | Formule championnat, Mont-Blanc finit premier avec 16 points d'avance sur les Français Volants | Formule championnat, Mont-Blanc finit premier avec 16 points d'avance sur les Français Volants |
| 1987-1988 | Diables rouges de Briançon                                                                     | Victoire à Briançon 1-6 Victoire au Mont-Blanc 4-3 (TF)                                        | Finale en match aller-retour                                                                   |

### Prix et récompenses du Championnat de France de hockey
- Trophée Jean-Ferrand[10] : 1987 (Patrick Foliot)
- Trophée Raymond-Dewas[11] : 1987 (André Côté)
- Trophée Albert-Hassler[12] : 1988 (Pierre Pousse)
- Trophée Marcel-Claret[13] : 1987, 1988 et 1989
- Trophée Camil-Gélinas[14] : 2008 (Ari Salo)

### Autres compétitions nationales
- Championnat de France Division 1 : 2005
- Coupe de France : 1976 (Aigles de Saint Gervais), 1981 (Aigles de Saint Gervais)
- Coupe des As : vainqueur 1985 (Aigles de Saint Gervais)

## Personnalités

### Capitaines
Voici la liste des capitaines de l'histoire du Hockey Club Mont-Blanc:
| Année     | Championnat  | Capitaine         | Capitaines-Adjoints                                             |
| --------- | ------------ | ----------------- | --------------------------------------------------------------- |
| 1986-1987 | Elite        | André Peloffy     |                                                                 |
| 1987-1988 | Elite        | Paulin Bordeleau  |                                                                 |
| 1988-1989 | Elite        | Christian Bozon   |                                                                 |
| 2002-2005 | Ligue Magnus | Patrice Fleutot   |                                                                 |
| 2005-2006 | Ligue Magnus | Patrice Fleutot   | Christian Pouget Romain Carry                                   |
| 2006-2007 | Ligue Magnus | Thomas Berruex    | Pirkka Lahtinen Thierry Nicoud                                  |
| 2007-2008 | Ligue Magnus | Thierry Nicoud    | Christian Pouget Sébastien Subit                                |
| 2008-2009 | Ligue Magnus | Thierry Nicoud    | Christian Pouget Etienne Croz Sébastien Subit                   |
| 2009-2010 | Ligue Magnus | Thierry Nicoud    | Francis Ballet Sébastien Subit                                  |
| 2010-2011 | Ligue Magnus | Clément Masson    | Romain Orset Etienne Croz                                       |
| 2011-2012 | Division 1   | Romain Orset      | Sébastien Borini Sébastien Subit Etienne Croz                   |
| 2012-2013 | Division 1   | Romain Orset      | Fabien Satonay Sébastien Borini                                 |
| 2013-2014 | Division 1   | Romain Orset      | Jesse McConney Richard Aimonetto                                |
| 2014-2015 | Division 1   | Richard Aimonetto | Arthur Coulon Etienne Croz                                      |
| 2015-2016 | Division 1   |                   |                                                                 |
| 2016-2017 | Division 2   | Raphaël Ranzoni   | Yoann Chauvière Julien Lebey                                    |
| 2017-2018 | Division 1   | Raphaël Ranzoni   | Yoann Chauvière                                                 |
| 2018-2019 | Division 1   | Raphaël Ranzoni   | Victor Cocar Ville Vepsäläinen                                  |
| 2019-2020 | Division 1   | Ville Vepsäläinen | Jan Jenista Arthur Coulon                                       |
| 2020-2021 | Division 1   | Arthur Cocar      | Victor Cocar Richard Aimonetto                                  |
| 2021-2022 | Division 1   | Jérémy Arès       | Numa Besson Victor Cocar Arnaud Lazzaroni Jean-Christophe Houde |
| 2022-2023 | Division 1   | Jérémy Arès       | Arthur Cocar Jean-Christophe Houde                              |
| 2023-2024 | Division 1   | Arthur Cocar      | Victor Orset Jérémy Arès Hugo Sarlin Peter Tabor                |
| 2024-2025 | Division 1   | Mathis Chatellard | Samuel Guer Ilya Altybarmakyan                                  |

### Présidents
- 1986-1987 : Bernard Goy
- 1987-1988 : Pierre Pastéris
- 1988-1989 : Pierre Pereira
- 2002-2009 : Ludovic Ducerf
- 2009-2013 : Patrick Sanyas et Stéphane Hurvoy
- 2013-2015 : Alexandre Bonneton
- Depuis 2016 : Rudy Goy

### Entraîneurs
| Nom                                 | Nationalité | Années    | Matchs | Victoires | Défaite |
| ----------------------------------- | ----------- | --------- | ------ | --------- | ------- |
| Louis Chabot                        | France      | 1986-1987 | 38     | 32        | 6       |
| Jacques Noël                        | France      | 1987-1988 | 31     | 22        | 9       |
| Louis Chabot                        | France      | 1988-1989 | 33     | 12        | 21      |
| Patrick Alotto                      | France      | 2002-2003 | 28     | 19        | 9       |
| Stéphane Barin                      | France      | 2003-2005 | 56     | 45        | 11      |
| Ari Salo                            | Finlande    | 2005-2009 | 104    | 31        | 71      |
| Christopher Lepers                  | France      | 2009-2011 | 52     | 9         | 43      |
| Christian Pouget                    | France      | 2011-2012 | 26     | 10        | 16      |
| Alain Boisson                       | France      | 2012-2015 | 76     | 31        | 45      |
| Richard Aimonetto                   | France      | 2015-2016 | 26     | 7         | 19      |
| Julien Guimard                      | France      | 2016-2020 | 88     | 49        | 39      |
| Eric Sarliève                       | France      | 2020-2021 | NC     | NC        | NC      |
| Charles Lamblin et Christian Pouget | France      | 2021      | 11     | 5         | 6       |
| Julien Guimard                      | France      | 2021-2022 | 35     | 20        | 15      |
| Rémi Peronnard                      | France      | 2022-2024 | 61     | 24        | 37      |
| Romain Sadoine                      | France      | 2024-     | 39     | 20        | 19      |

## Logos

Logo de 2002 à 2009
Logo de 2009 à 2013
Logo depuis 2013
Variante du logo 2013